# Cantó de Nantes-8
El cantó de Nantes-8 (bretó Kanton Naoned-8) és una divisió administrativa francesa situat al departament de Loira Atlàntic a la regió de Loira Atlàntic, però que històricament ha format part de Bretanya.

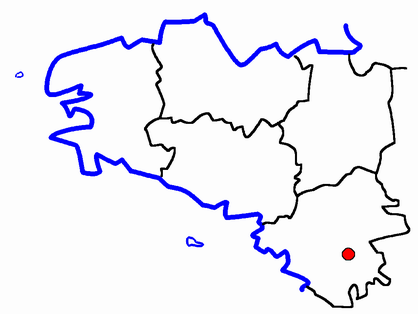
Situació del cantó

## Composició
El cantó aplega el quartier de Nantes Nord de la comuna de Nantes.

## Història
| Data d'elecció                           | Identitat     | Partit | Qualitat |
| ---------------------------------------- | ------------- | ------ | -------- |
| 1976-2001                                | Guy Goureaux  | PS     |          |
| 2001-                                    | Michel Ménard | PS     |          |
| les dades anteriors no són pas conegudes |               |        |          |
|                                          |               |        |          |